# 会龙镇 (南充市)
会龙镇，是中华人民共和国四川省南充市高坪区下辖的一个乡镇级行政单位。2019年10月，撤销御史乡，将其所属行政区域划归会龙镇管辖。

## 行政区划
会龙镇下辖以下地区：
兴康街社区、老场垭村、半边山村、关财沟村、汪家店村、熊家桥村、梨园寺村、吊井沟村、石门楼村、桂花井村和硝厂村，御史坟村、菩萨村、板桥村、阳马庙村、打铁坳村、琉璃寺村、杉树沟村、园坝子村、烂洞子村和丁字桥村。